# Velký Ratmírov
Velký Ratmírov település Csehországban, a Jindřichův Hradec-i járásban. Velký Ratmírov Kardašova Řečice, Lodhéřov, Pluhův Žďár és Jindřichův Hradec településekkel határos. Lakosainak száma 230 fő (2024. január 1.).

## Népesség
A település lakosságának változását az alábbi diagram mutatja:
| Lakosok száma | 506  | 490  | 419  | 296  | 173  | 210  | 222  | 220  | 225  | 230  |
|               | 1869 | 1890 | 1921 | 1950 | 1980 | 2001 | 2017 | 2019 | 2022 | 2024 |